# Hoa hậu Quốc tế 2014
Hoa hậu Quốc tế 2014 là cuộc thi Hoa hậu Quốc tế lần thứ 54, được tổ chức vào ngày 11 tháng 11 năm 2014 tại Hội trường Khách sạn Shinagawa Prince, Tokyo, Nhật Bản. Hoa hậu Quốc tế 2013 Bea Santiago đến từ Philippines đã trao lại vương miện cho Valerie Hernandez đến từ Puerto Rico. Cuộc thi năm nay có 73 thí sinh tới từ các quốc gia và vùng lãnh thổ.

## Kết quả

### Thứ hạng

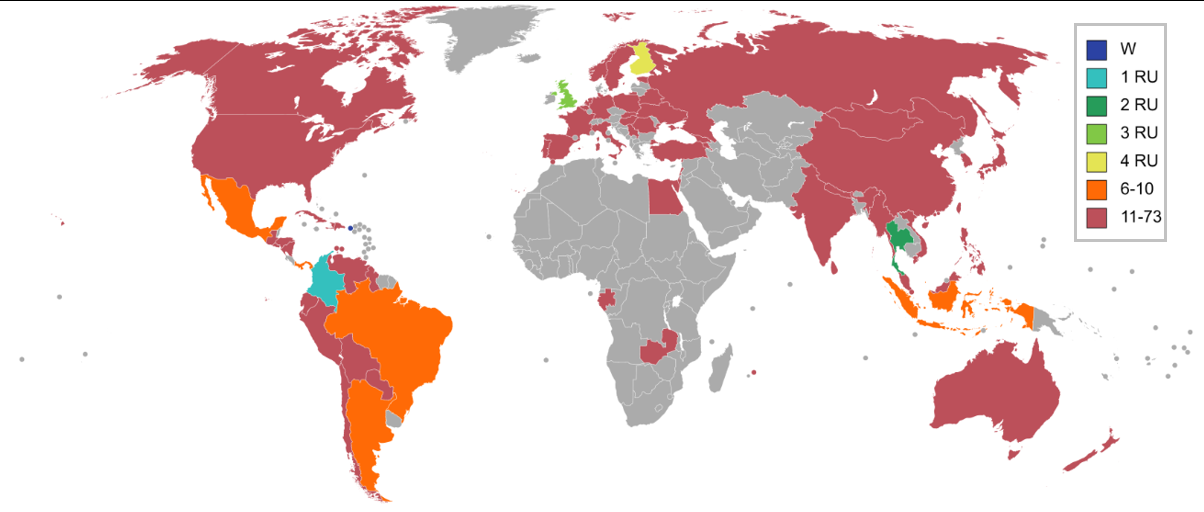
Các quốc gia và vùng lãnh thổ tham gia Hoa hậu Quốc tế 2014 và kết quả.

| Kết quả              | Thí sinh |
| -------------------- | --- |
| Hoa hậu Quốc tế 2014 | - Puerto Rico – Valerie Hernandez |
| Á hậu 1              | - Colombia – Zuleika Suárez |
| Á hậu 2              | - Thái Lan – Punika Kulsoontornrut |
| Á hậu 3              | - Anh Quốc – Victoria Tooby |
| Á hậu 4              | - Phần Lan – Milla Romppanen |
| Top 10               | - Argentina – Josefina José Herrero - Brazil – Deise Benício - Indonesia – Elfin Pertiwi Rappa - Mexico – Vianey Vázquez - Panama – Aileen Bernal |

### Các giải thưởng đặc biệt
| Giải thưởng                  | Thí sinh                            |
| ---------------------------- | ----------------------------------- |
| Hoa hậu Thân thiện           | - Colombia – Zuleika Suárez         |
| Miss Best Dresser            | - Colombia – Zuleika Suárez         |
| Miss Internet                | - Ấn Độ – Jhataleka Malhotra        |
| Trang phục dân tộc đẹp nhất  | - Indonesia – Elfin Pertiwi Rappa   |
| Hoa hậu có hình thể đẹp nhất | - Pháp – Aurianne Sinacola          |
| Đại sứ Du lịch Nhật Bản      | - Cuba – Adisleydi Alonso Rodriguez |

## Thí sinh tham gia
73 thí sinh tham dự cuộc thi năm nay:
| Quốc gia/Vùng lãnh thổ | Thí sinh                      | Tuổi | Quê quán                |
| ---------------------- | ----------------------------- | ---- | ----------------------- |
| Argentina              | Josefina José Herrero         | 19   | Mercedes                |
| Armenia                | Shushanik Yeritsyan           | 19   | Yerevan                 |
| Aruba                  | Francis Massiel Sousa         | 20   | Oranjestad              |
| Úc                     | Bridgette-Rose Taylor         | 24   | Melbourne               |
| Belarus                | Natallia Bryshten             | 21   | Minsk                   |
| Bỉ                     | Gonul Meral                   | 25   | Bruxelles               |
| Bolivia                | Joselyn Toro Leigue           | 20   | Santa Cruz              |
| Brazil                 | Deise Benício                 | 23   | São Gonçalo do Amarante |
| Canada                 | Kesiah Papasin                | 23   | Toronto                 |
| Chile                  | Tania Dahuabe                 | 21   | Santiago                |
| Trung Quốc             | Lisi Wei                      | 24   | Nội Mông                |
| Trung Hoa Đài Bắc      | Dương Vu Dao                  | 23   | Đài Bắc                 |
| Colombia               | Zuleika Suárez                | 20   | Đảo San Andrés          |
| Cuba                   | Adisleydi Alonso Rodriguez    | 24   | Havana                  |
| Curaçao                | Chimay Damiany Ramos          | 21   | Willemstad              |
| Cộng hòa Dominica      | Bárbara Santana               | 21   | Thành phố New York      |
| Ecuador                | Carla Prado                   | 19   | Salinas                 |
| Ai Cập                 | Perihan Fateen                | 19   | Cairo                   |
| El Salvador            | Idubina Rivas                 | 20   | San Salvador            |
| Estonia                | Birgit Konsin                 | 22   | Tallinn                 |
| Phần Lan               | Milla Romppanen               | 21   | Kuopio                  |
| Pháp                   | Aurianne Sinacola             | 20   | Vallauris               |
| Gabon                  | Maggaly Nguema                | 22   | Libreville              |
| Georgia                | Inga Tsaturiani               | 25   | Tbilisi                 |
| Đức                    | Katharina Rodin               | 18   | Frankfurt               |
| Gibraltar              | Kristy Torres                 | 23   | Gibraltar               |
| Guatemala              | Claudia María Herrera Morales | 21   | Thành phố Guatemala     |
| Guyana                 | Ruqayyah Boyer                | 24   | Georgetown              |
| Haiti                  | Christie Desir                | 22   | Port-au-Prince          |
| Honduras               | Mónica Brocato                | 18   | Tegucigalpa             |
| Hồng Kông              | Hà Diễm Quyên                 | 22   | Hồng Kông               |
| Hungary                | Dalma Kármán                  | 17   | Tápióbicske             |
| Ấn Độ                  | Jhataleka Malhotra            | 20   | Mumbai                  |
| Indonesia              | Elfin Pertiwi Rappa           | 18   | Palembang               |
| Israel                 | Shani Hazan                   | 21   | Kiryat Ata              |
| Ý                      | Giulia Brazzarola             | 21   | Schio                   |
| Nhật Bản               | Rira Hongo                    | 20   | Tokyo                   |
| Hàn Quốc               | Lee Seo-bin                   | 21   | Uiwang                  |
| Liban                  | Lia Saad                      | 19   | Beirut                  |
| Ma Cao                 | Hio Man Chan                  | 19   | Ma Cao                  |
| Malaysia               | Rubini Sambanthan             | 23   | Selangor                |
| Mauritius              | Shiksha Matabadul             | 20   | Port Louis              |
| Mexico                 | Vianey Vázquez                | 19   | Aguascalientes          |
| Mông Cổ                | Bayartsetseg Altangerel       | 23   | Ulaanbaatar             |
| Myanmar                | May Barani Thaw               | 23   | Yangon                  |
| Nepal                  | Soni Raj Bhandari             | 24   | Gandaki                 |
| Hà Lan                 | Shauny Built                  | 23   | Boxtel                  |
| New Zealand            | Rachel Harradence             | 24   | Auckland                |
| Nicaragua              | Jeimmy Garcia                 | 25   | Rivas                   |
| Na Uy                  | Thea Cecilie Nordal Bull      | 20   | Tønsberg                |
| Panama                 | Aileen Bernal                 | 19   | Los Santos              |
| Paraguay               | Jéssica Servín                | 23   | Asunción                |
| Peru                   | Fiorella Peirano              | 21   | Callao                  |
| Philippines            | Bianca Guidotti               | 25   | Taguig                  |
| Ba Lan                 | Żaneta Płudowska              | 22   | Siedlce                 |
| Bồ Đào Nha             | Rafaela Pardete               | 23   | Setúbal                 |
| Puerto Rico            | Valerie Hernandez             | 21   | San Juan                |
| Romania                | Anca Francesca Neculaiasa     | 19   | Buzău                   |
| Nga                    | Alina Rekko                   | 18   | Oryol                   |
| Serbia                 | Lidija Kocić                  | 26   | Belgrade                |
| Singapore              | Vannesa Sim                   | 19   | Singapore               |
| Slovakia               | Lucia Semankova               | 22   | Bardejov                |
| Tây Ban Nha            | Rocío Tormo                   | 21   | Barcelona               |
| Sri Lanka              | Tamara Shanelle Makalanda     | 26   | Colombo                 |
| Thụy Điển              | Moa Sandberg                  | 18   | Stockholm               |
| Thái Lan               | Punika Kulsoontornrut         | 22   | Prachuap Khiri Khan     |
| Thổ Nhĩ Kỳ             | Hilal Yabuz                   | 23   | Bursa                   |
| Ukraine                | Iana Ravlikovska              | 23   | Mariupol                |
| Anh Quốc               | Victoria Tooby                | 19   | Cardiff                 |
| Hoa Kỳ                 | Samantha Brooks               | 23   | Los Angeles             |
| Venezuela              | Michelle Bertolini            | 20   | Caracas                 |
| Việt Nam               | Đặng Thu Thảo                 | 19   | Cần Thơ                 |
| Zambia                 | Mercy Mukwiza                 | 22   | Lusaka                  |

## Chú ý

### Trở lại
- Tham gia lần cuối vào năm 1962:
  -  Guyana (với tư cách là Guiana thuộc Anh)
- Tham dự lần cuối vào năm 2002:
  -  Curaçao
- Tham dự lần cuối vào năm 2007:
  -  Armenia
  -  Ai Cập
- Tham dự lần cuối vào năm 2008:
  -  Zambia
- Tham dự lần cuối vào năm 2010:
  -  Chile
  -  Na Uy
  -  Serbia
- Tham dự lần cuối vào năm 2011:
  -  Cuba
  -  Georgia
- Tham dự lần cuối vào năm 2012:
  -  Argentina
  -  Belarus
  -  Pháp
  -  Honduras
  -  Israel
  -  Mauritius
  -  Sri Lanka
  -  Thổ Nhĩ Kỳ

### Bỏ cuộc
- Costa Rica
- Guadeloupe
- Guam
- Iceland
- Kyrgyzstan
- Lithuania
- Luxembourg
- Nam Phi
- Nam Sudan
- Suriname
- Tahiti
- Tunisia

### Chỉ định
- Argentina – Josefina José Herrero được chỉ định làm đại diện cho Argentina để đánh dấu sự trở lại của Argentina kể từ năm 2013, Zaida Schoop đã bỏ cuộc do thiếu kinh phí và tài trợ để thi đấu. Josefina là Hoa hậu Mundo Argentina 2012.
- Aruba – Francis Massiel Sousa được bổ nhiệm làm Hoa hậu Quốc tế Aruba 2014 bởi Tổ chức Senorita Aruba. Ứng cử viên chính thức này đến từ Senorita Aruba 2013 (phiên đầu tiên). Cô là Á hậu 1 Senorita Aruba 2013.
- Brazil – Deise Benicio là Á hậu 2 Hoa hậu Brazil 2014.
- Canada – Kesiah Papasin được chỉ định là Hoa hậu Quốc tế Canada 2014. Cô là Á hậu 1 tại cuộc thi Hoa hậu Hoàn vũ Canada 2014.
- Ai Cập – Perihan Fateen được chỉ định là Hoa hậu Quốc tế Ai Cập 2014. Cô lọt Top 10 Hoa hậu Ai Cập 2014.
- Georgia – Inga Tsaturiani được chỉ định làm đại diện cho Georgia.
- Guyana – Ruqayyah Boyer được chỉ định là Hoa hậu Quốc tế Guyana 2014 bởi Giám đốc Quốc gia, Natasha Martaindale để đánh dấu sự trở lại của Guyana tại Hoa hậu Quốc tế. Cô là Hoa hậu Guyana 2012.
- Israel – Shani Hazan được chỉ định làm đại diện cho Israel bởi Tổ chức Hoa hậu Quốc tế Israel. Cô đoạt vương miện Hoa hậu Thế giới Israel 2012.[58]
- Mexico – Vianey Vázquez được chỉ định làm đại diện cho Mexico bởi Nuestra Belleza México.
- Hà Lan – Shauny Built được chỉ định làm đại diện cho Hà Lan. Cô là Hoa hậu Trái Đất Hà Lan 2012.
- Serbia – Lidija Kocić được chỉ định làm Hoa hậu Quốc tế Serbia 2014. Cô là Hoa hậu Hoàn vũ Serbia 2014.
- Thái Lan – Punika Kulsoontornrut được chỉ định làm đại diện cho Thái Lan. Cô là Hoa hậu Trái Đất Thái Lan 2013.
- Việt Nam – Đặng Thu Thảo được chỉ định làm đại diện cho Việt Nam. Cô là Hoa hậu Đại dương Việt Nam 2014.